# Cash machine (Josylvio)
Cash machine is een lied van de Nederlandse rapper Josylvio in samenwerking met de Nederlandse rapper Yssi SB. Het werd in 2021 als single uitgebracht en stond in hetzelfde jaar als zesde track op het album Abu Omar van Josylvio.

## Achtergrond
Cash machine is geschreven door Joost Theo Sylvio Yussef Abdelgalil Dowib, Sebastiën Joan Rajiv Pleijers en Ychano Hunt en geproduceerd door 23Beats. Het is een nummer dat past in het genre nederhop. In het lied rappen en zingen de artiesten over het verdienen van geld en andere successen in hun rapcarrières. Het is niet de eerste keer dat de twee artiesten met elkaar samenwerken. Dit deden zij eerder al op de remixversie van Paper zien. Ze herhaalden de samenwerking op 10 racks.

## Hitnoteringen
De artiesten hadden bescheiden succes met het lied in het Nederlands taalgebied. Het piekte op de 29e plaats van de Single Top 100 in de twee weken dat het in deze hitlijst te vinden was. De Top 40 en haar Tipparade werden niet bereikt. Het werd daarnaast getipt voor de Vlaamse Ultratop 50, maar bereikte deze lijst niet.